# كأس إسكتلندا 1965–66
كأس اسكتلندا 1965–66 (بالإنجليزية: 1965–66 Scottish Cup)‏ هو موسم من كأس اسكتلندا. فاز فيه نادي رينجرز.